# Fladungen
Fladungen est une ville allemande, située en Bavière, dans l'arrondissement de Rhön-Grabfeld.